# Vrhpolje (Vipava)
Vrhpolje falu Szlovéniában, a Goriška statisztikai régióban, a Vipava-völgyben fekszik. Közigazgatásilag Vipavához tartozik.
A 2008-as népszámlálási adatok alapján a falu lakossága 750 fő volt, amelyből 742 szlovén, 4 fő magyar, 3 fő ismeretlen, 1 fő pedig azonosítatlan nemzetiségű volt.
A falu templomát Szent Primusz és Felicián tiszteletére emelték és a Koperi egyházmegyéhez tartozik.

## Katonasírok és jelöletlen sírok
Vrhpolje területén két jelöletlen sír található a második világháború idejéből. Az úgy nevezett Templom-sír (szlovénül: Grobišče ob cerkvi) a falu temploma közelében található. A sír egy német katona földi maradványait rejti, aki a világháború során Vipava közelében esett el. A Zavetnik-sír (Grobišče Zavetnikov grunt) mintegy egy kilométernyire észak-északkeletre fekszik a falu templomától egy szőlőültetvény melletti erdőben. A sírban a Malo Poljéből származó Marija Krapež földi maradványai találhatóak, akit 1943 novemberében a partizánok végeztek ki.

## Fordítás
- Ez a szócikk részben vagy egészben  a   Vrhpolje, Vipava című angol Wikipédia-szócikk ezen változatának fordításán alapul.  Az eredeti cikk szerkesztőit annak laptörténete sorolja fel. Ez a jelzés csupán a megfogalmazás eredetét és a szerzői jogokat jelzi, nem szolgál a cikkben szereplő információk forrásmegjelöléseként.